# Victoria Arlen
Victoria Arlen (Boston, Massachusetts, 26 de septiembre de 1994) es una personalidad de televisión actual para ESPN, así como una actriz, oradora, modelo y ex-nadadora paralímpica estadounidense.

## Biografía
Arlen, a la edad de once años, desarrolló dos enfermedades raras conocidas como mielitis transversa y encefalomielitis aguda diseminada. Este era un escenario increíblemente raro, y Victoria rápidamente perdió la capacidad de hablar, comer, caminar y moverse. Se deslizó en un estado vegetativo en el que la recuperación era poco probable. Arlen pasó casi cuatro años «bloqueada» dentro de su propio cuerpo, completamente consciente de lo que estaba pasando, simplemente incapaz de moverse o comunicarse. Los médicos creían que había poca esperanza de supervivencia, y la recuperación era poco probable. 
En 2010, después de casi cuatro años, Arlen comenzó la lucha casi imposible de volver a la vida. Aprendió a hablar, a comer y a moverse de nuevo.
En junio de 2012, después de un récord mundial en los ensayos de natación de los Juegos Paralímpicos de Verano 2012 en Estados Unidos, Arlen clasificó para los Juegos Paralímpicos de Verano de 2012 celebrados en Londres, como miembro del Team USA. En Londres, ganó cuatro medallas: una de oro y tres de plata.
En abril de 2015, Arlen hizo la transición de atleta profesional a comentarista deportiva y se unió a ESPN como uno de los más jóvenes talentos al aire contratados por la empresa.
En abril de 2016, Arlen desafió a otro impar y aprendió a caminar después de pasar casi una década paralizada de la cintura para abajo.
El 6 de septiembre de 2017, Arlen fue anunciada como una de las celebridades que competirían en la temporada 25 de Dancing with the Stars, siendo emparejada con el bailarín profesional Valentin Chmerkovskiy. Arlen y Chmerkovskiy fueron eliminados en la semifinal de la competencia, terminando en el quinto puesto.